# پاسی (اوت-ساووآ)
پاسی یک کمون در شهرستان اوت-ساووآ در ناحیه اوورنی-رون-آلپ در جنوب شرقی فرانسه است. این شهر بخشی از منطقه شهری سالانش است.
در آنجا آسایشگاه سانسلوموز واقع شده‌است، جایی که پروفسور ماری کوری در آن درگذشت.
دریاچه لاک ورت در این کمون واقع شده‌است.